# Советский район (Самара)

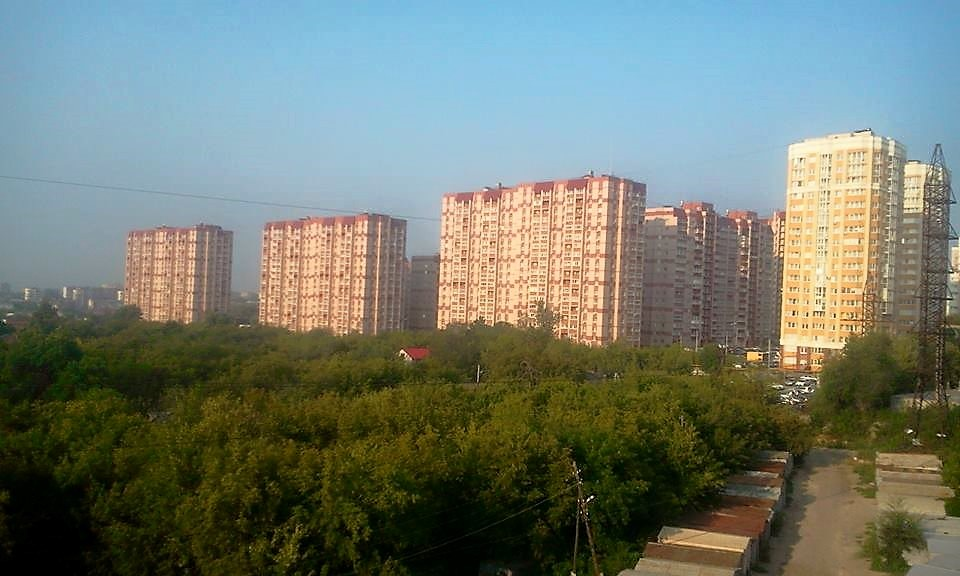
улица Долотная

Советский район (бывший Молотовский) — один из внутригородских районов города Самары. Расположен в юго-восточной части его части.
Площадь района — 48,5 км². Население по состоянию на 1 января 2007 года — 176857 чел. Здесь располагаются крупные предприятия города, образовательные и медицинские учреждения, а также парки и скверы.
Границы Советского района проходят вдоль проспекта Кирова по железной дороге до улицы Аврора, Стара-Загора, 22 Партсъезда до набережной реки Самара.

## История
Молотовский район образован решением ЦК ВКП(б) и Президиума Верховного Совета РСФСР от 28 августа 1939 года путём выделения из Пролетарского района. До 1939 года район был местом земельных угодий (Черновские сады) и дач.
В соответствии с Указом Президиума Верховного Совета РСФСР от 13.02.42 года за № 612/29 из Молотовского района был выделен вновь созданный Кировский район.
10 августа 1957 года по Указу Президиума Верховного Совета РСФСР Молотовский район был переименован в Советский.

## Население
| 1959     | 1970     | 1979     | 1989     | 2002     | 2010     | 2012     | 2013     | 2014     |
| -------- | -------- | -------- | -------- | -------- | -------- | -------- | -------- | -------- |
| 129 008  | ↗307 388 | ↘207 121 | ↘191 976 | ↘181 895 | ↘177 403 | ↗179 402 | ↗180 700 | ↘179 972 |
| 2015     | 2016     | 2017     | 2018     | 2019     | 2020     | 2021     |          |          |
| ↘177 528 | ↘175 444 | ↘173 722 | ↘171 562 | ↘170 148 | ↘169 015 | ↘166 867 |          |          |

## Предприятия
Большинство промышленных предприятий района находится в промышленной зоне Безымянка.
- ОАО «Самарский подшипниковый завод» (бывший завод «Сажерез», «9-й Государственный подшипниковый завод») — крупный завод, экспортирующий свою продукцию в десятки стран мира, в годы Великой Отечественной войны выпускавший первые подшипники для фронта, корпуса мин, миномётов.
- ОАО «Старт» (бывший «Завод аэродромного оборудования»). В годы Великой Отечественной войны производил вооружение для прославленных штурмовиков Ил-2 и Ил-10.
- ООО «Ремонтный завод № 21». В годы войны завод выпускал датчики позывных, звуковые генераторы, аппараты «Морзе», ремонтировал для фронта полевые мелкогабаритные ранцевые радиостанции.
- ОАО «Металлист-Самара» (бывший завод № 525)[19]
- ОАО «Самарский жиркомбинат»
- ЗАО «Самарская кабельная компания» (бывший «Куйбышевский завод кабелей связи»)
- ЗАО «Самарский комбинат керамических материалов»
- ОАО «Самаралакто»
- Завод «Строммашина»
- Завод котельно-вспомогательного оборудования и трубопроводов (ЗАО «Самарский завод КВОиТ»)
- ОАО «Солитон» (бывшее «Куйбышевское станкостроительное производственное объединение»)

## Образовательные учреждения
- Лицей «Престиж»
- Самарский Государственный Университет Путей Сообщения
- Корпуса Авиационного и Машиностроительного колледжей
- Самарский государственный экономический университет
- Корпус Самарский государственный социально-педагогический университет
- Корпуса Всесоюзного заочного института железнодорожного транспорта
- Гимназия «Перспектива»

Национальная школа «Яктылык» — школа с углублённым изучением татарского языка и культуры

## Медицинские и социальные учреждения
- Центр «Семья»
- Центр «Общения и здоровья» — для пенсионеров
- Школа для слепых
- 39 муниципальных дошкольных учреждения
- Ведомственный детский сад принадлежащий ОАО «РЖД»
- Дом ребёнка
- Школы.

## Парки и скверы
- Парк Победы
- Парк культуры и отдыха «Дружба»
- ДК «Родина»
- На территории района расположены 5 действующих православных приходов. Ведётся строительство православного прихода в честь Успенья Пресвятой Богородице в парке «Дружба».
- На границах Советского и Промышленного района находится Самарская соборная мечеть
- Сквер имени Антона Павловича Чехова (между улицей Советской Армии, переулками Брусчатый[20], Карякина и проездом 9 Мая)
- Сквер имени Владимира Маяковского (между улицами Советской Армии, Запорожской, переулком Планерным и проездом 9 Мая)

## Известные люди
- Орлов, Иван Фёдорович — первый секретарь Советского райкома РК ВКП(б) г. Куйбышев (1956—1961 год)